# Samsung Galaxy S4
El Samsung Galaxy S4 es un teléfono inteligente de gama alta, fabricado y diseñado por Samsung, lanzado al mercado en 2013, con sistema operativo Android 4.2.2 Jelly Bean, actualizable a 5.0 Lollipop, y que estaba disponible en dos principales variantes diferentes por todo el planeta: GT-I9500 y GT-I9505. Este teléfono fue el sucesor del Samsung Galaxy S III Mini, en la serie S de Samsung Galaxy, y sucesor del Samsung Galaxy S III en la serie de alta gama de Samsung Mobile.
El dispositivo fue presentado como la cuarta generación de la familia Galaxy S de alta gama. Su presentación fue en la ciudad de Nueva York, Estados Unidos, el 14 de marzo de 2013 y está disponible desde el 26 de abril del mismo año.
Samsung celebró un evento en Nueva York, Estados Unidos el 14 de marzo de 2013 a las 19:00 (hora local), en donde presentó lo que fue el sucesor de alta gama del Samsung Galaxy. Las reservas comenzaron a abrirse un día después, alcanzando más de 10 millones de reservas en sus primeras dos semanas.
Samsung logró un nuevo récord de ventas gracias a este dispositivo, en cuatro días se vendieron 4 millones de ejemplares alrededor del mundo, solo superado por los iPhone 5S y iPhone 5C, que vendieron 9 millones de ejemplares en tres días. En 2013 Samsung vendió más de 70 millones de unidades y es el Galaxy S más vendido hasta ahora. Su gran popularidad se debió a sus enormes avances respecto de sus anteccesores, que no se repetirían con las versiones posteriores de la línea "S", e incluso empeorarían en térmnos de experiencia de usuario en varios casos (especialmente en las versiones de Android).

## Características

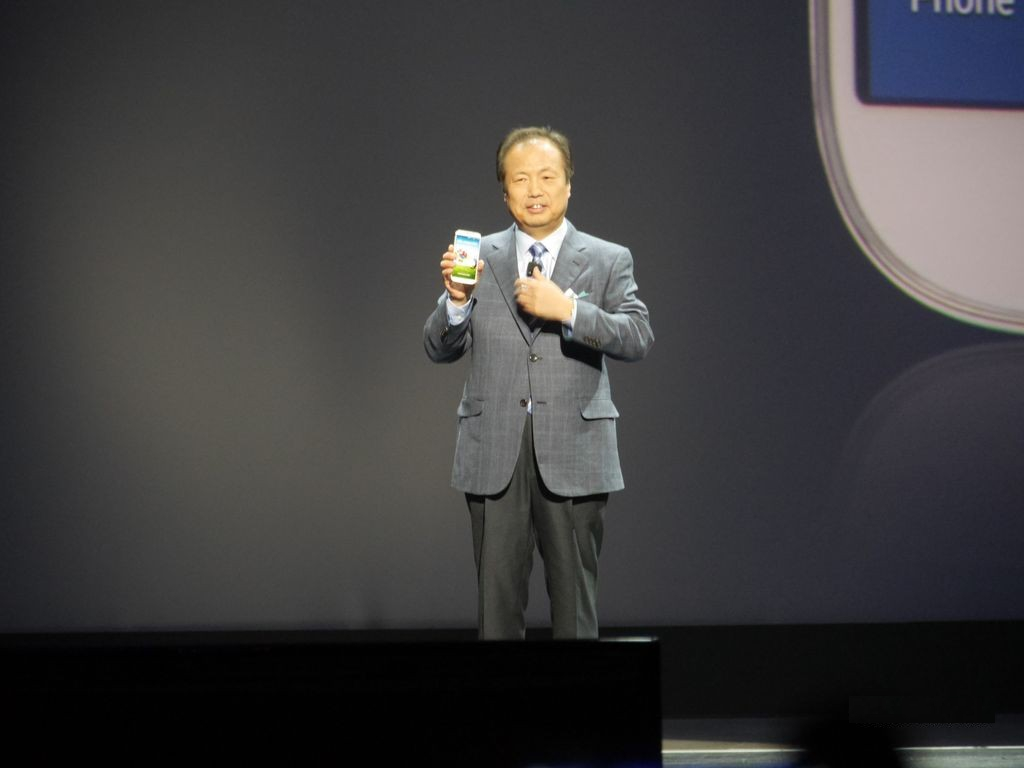
Presentación del dispositivo en Nueva York, Estados Unidos, el 14 de marzo de 2013.

El dispositivo de gama alta del 2013 fue presentado en dos colores: negro niebla y blanco helado, y tiene una apariencia bastante similar a la de su antecesor de alta gama, la capacidad de almacenamiento interno es de 16, 32 o 64 GB, según el dispositivo adquirido, y puede ser expandido mediante una tarjeta Micro SD de hasta 64 GB. El dispositivo está sobrecargado de funciones lo cual es parte del eslogan Life Companion, esto significa que todas las funciones fueron diseñadas para facilitar la vida del usuario, sin embargo, una minoría conoce y usa su potencial.

### Pantalla
El dispositivo ofrece una pantalla Full HD Super Amoled de 5 pulgadas (resolución 1920×1080), protegida con Gorilla Glass 3, una cámara de 13 megapixeles, y una cámara delantera de 2 megapixeles. Su peso es de 130 gramos, y sus dimensiones son: 136.6 mm de alto, 69.8 mm de ancho y 7.9 mm de profundidad.

### Características Smart
En este teléfono destacan las funcionalidades Smart Pause, Smart Scroll y Smart Rotation; la primera funcionalidad permite controlar reproducciones, por ejemplo, cuando se deja de mirar la pantalla esta se detiene, para continuar reproduciéndose una vez que se vuelve a mirar. La segunda que permite desplazar (hacer scroll) mediante el reconocimiento facial. La tercera evita que la pantalla gire automáticamente al estar tumbado en la cama.

### Transmisor de infrarrojo
El dispositivo incluye un transmisor de luz infrarroja que permite usar el dispositivo como control remoto universal, funciona con casi cualquier dispositivo a control remoto, como televisores, reproductores multimedia, aire acondicionado, routers, proyectores, etc.
La aplicación que viene por defecto se llama WatchON (o Peel Smart Remote en versiones actualizadas de Android).

### Multi ventana
El dispositivo cuenta con una función llamada Multi ventana que permite usar dos aplicaciones simultáneamente dividiendo la pantalla o mostrando ventanas emergentes sobre otras apps.

### Vista aérea
Se ofrece la funcionalidad vista aérea (o Air View), que permite mostrar información adicional sobre un elemento colocando el dedo sobre la pantalla sin llegar a tocarla, a escasos milímetros del elemento en cuestión. Esto se utiliza, por ejemplo, para mostrar un avance del contenido de un correo electrónico sin llegar a abrirlo mientras se navega en el buzón de entrada.

### Air gesture
El dispositivo ofrece un sensor de gestos que permite explorar la galería moviendo la mano sobre el sensor, contestar llamadas sin tocar la pantalla e incluso ver la hora, fecha, batería y notificaciones con la pantalla apagada.

### Funciones de la cámara
El terminal cuenta con una cámara principal de 13 MP con apertura f/2.2 y una frontal de 2 MP, ambas con sensores retro iluminados, cero retardo a la hora de tomar capturas, grabación HD además de auto-focus y Flash LED en el caso de la cámara principal de 13 MP. La curiosidad reside en la procedencia del sensor de 13 MP: se trata del mismo sensor Sony Exmor RS que ya conocimos en el nuevo Sony Xperia Z. Samsung sabe lo que hace en este aspecto. La cámara del Galaxy S4 ha sido mejorada con nuevos modos, como por ejemplo, Sonido y captura (o Sound & Shot) permite grabar un fragmento de audio si ves la imagen, lo cual ayuda a recordar mejor el momento. También tiene Drama Shot que multiplica el movimiento de la imagen para dar un efecto dramático. Los modelos anteriores tenían el modo panorámico, pero también incluye un modo para sacar fotos a 360 grados. Y por último, el tour virtual que saca una animación de un tour virtual por diferentes lugares.

### Otras características
El teléfono también puede ser manipulado con guantes.

## Especificaciones generales
| Modelo                            | GT-I9500 | GT-I9505 | Países/Continentes | África, América Central, América del Sur y Asia        | América del Norte, América del Sur, Europa y Oceanía   | Corea del Sur                                          |
| Ámbito                            | Internacional (3G) | Internacional (LTE) | Eslóganes | Life Companion (Compañero de Vida) Hangul: 삶의 동반자 | Life Companion (Compañero de Vida) Hangul: 삶의 동반자 | Life Companion (Compañero de Vida) Hangul: 삶의 동반자 |
| 2G                                | 850, 900, 1800, 1900 MHz GSM / GPRS / EDGE | 850, 900, 1800, 1900 MHz GSM / GPRS / EDGE | 850, 900, 1800, 1900 MHz GSM / GPRS / EDGE |                                                        |                                                        |                                                        |
| 3G                                | 850, 900, 1900, 2100 MHz UMTS / HSPA+ | 850, 900, 1900, 2100 MHz UMTS / HSPA+ | 850, 900, 1900, 2100 MHz UMTS / HSPA+ |                                                        |                                                        |                                                        |
| 4G LTE                            | No | Sí | Sí |                                                        |                                                        |                                                        |
| Velocidad de transmisión de datos | 42 Mbit/s DC-HSPA+ | 100 Mbit/s LTE | |                                                        |                                                        |                                                        |
| Dimensiones                       | 136.6 x 69.8 x 7.9 mm | 136.6 x 69.8 x 7.9 mm | 136.6 x 69.8 x 7.9 mm |                                                        |                                                        |                                                        |
| Peso                              | 130 g | 130 g | 133 g |                                                        |                                                        |                                                        |
| Sistema operativo                 | Android 4.2.2 Jelly Bean (Actualizable a 5.0.1 Lollipop via OTA o Kies.) | Android 4.2.2 Jelly Bean (Actualizable a 5.0.1 Lollipop via OTA o Kies.) | Android 4.2.2 Jelly Bean (Actualizable a 5.0.1 Lollipop via OTA o Kies.) |                                                        |                                                        |                                                        |
| SoC                               | Samsung Exynos 5 Octa | Qualcomm Snapdragon 600 | |                                                        |                                                        |                                                        |
| Procesador                        | 1.6 GHz Quadcore ARM Cortex-A15 + 1.2 GHz Quadcore ARM Cortex-A7 | 1.9 Ghz Quadcore Qualcomm Snapdragon 600 | |                                                        |                                                        |                                                        |
| GPU                               | IT SGX544MP3 | Qualcomm Adreno 320 | |                                                        |                                                        |                                                        |
| RAM                               | 2 GB | 2 GB | 2 GB |                                                        |                                                        |                                                        |
| Memoria de almacenamiento         | 16 o 32 GB | 16 o 32 GB | 64 GB |                                                        |                                                        |                                                        |
| Memoria de almacenamiento externo | Hasta 64 GB mediante Micro SD | Hasta 64 GB mediante Micro SD | Hasta 64 GB mediante Micro SD |                                                        |                                                        |                                                        |
| Presentación                      | 14 de marzo de 2013 | 14 de marzo de 2013 | 14 de marzo de 2013 |                                                        |                                                        |                                                        |
| Lanzamiento                       | 26 de abril de 2013 | 26 de abril de 2013 | 26 de abril de 2013 |                                                        |                                                        |                                                        |
| Cámara                            | Trasera de 13 mpx (flash LED y captura instantánea), delantera de 2 mpx (grabación Full HD a 30 fotogramas y captura instantánea) | Trasera de 13 mpx (flash LED y captura instantánea), delantera de 2 mpx (grabación Full HD a 30 fotogramas y captura instantánea) | Trasera de 13 mpx (flash LED y captura instantánea), delantera de 2 mpx (grabación Full HD a 30 fotogramas y captura instantánea) |                                                        |                                                        |                                                        |
| Vídeo                             | Full HD (1080p). MPEG4, H.264, H.263, DivX, Divx3.11, VC-1, VP8, WMV7/8, Sorenson Spark, HEVC. | Full HD (1080p). MPEG4, H.264, H.263, DivX, Divx3.11, VC-1, VP8, WMV7/8, Sorenson Spark, HEVC. | Full HD (1080p). MPEG4, H.264, H.263, DivX, Divx3.11, VC-1, VP8, WMV7/8, Sorenson Spark, HEVC. |                                                        |                                                        |                                                        |
| Audio                             | MP3, AMR-NB/WB, AAC/AAC+/eAAC+, WMA, OGG, FLAC, AC-3, apt-X | MP3, AMR-NB/WB, AAC/AAC+/eAAC+, WMA, OGG, FLAC, AC-3, apt-X | MP3, AMR-NB/WB, AAC/AAC+/eAAC+, WMA, OGG, FLAC, AC-3, apt-X |                                                        |                                                        |                                                        |
| Conectividad                      | Wi-Fi a/b/g/n/ac (HT80), GPS/GLONASS, NFC, Bluetooth 4.0 (BLE), Allshare, IR LED (Remote control), MHL 2.0 | Wi-Fi a/b/g/n/ac (HT80), GPS/GLONASS, NFC, Bluetooth 4.0 (BLE), Allshare, IR LED (Remote control), MHL 2.0 | Wi-Fi a/b/g/n/ac (HT80), GPS/GLONASS, NFC, Bluetooth 4.0 (BLE), Allshare, IR LED (Remote control), MHL 2.0 |                                                        |                                                        |                                                        |
| Sensores                          | Acelerómetro, luz RGB, Brújula digital, Proximidad, Giroscopio, Barómetro, Gestos, Temperatura y Humedad. | Acelerómetro, luz RGB, Brújula digital, Proximidad, Giroscopio, Barómetro, Gestos, Temperatura y Humedad. | Acelerómetro, luz RGB, Brújula digital, Proximidad, Giroscopio, Barómetro, Gestos, Temperatura y Humedad. |                                                        |                                                        |                                                        |
| Colores                           | Negro Niebla y Blanco Helado | Negro Niebla y Blanco Helado | Negro Niebla y Blanco Helado |                                                        |                                                        |                                                        |
| Funciones adicionales             | Story Album, S Translator, Optical Reader, Samsung Smart Scroll, Samsung Smart Pause, Air Gesture, Air View, Samsung Hub, ChatON (Voz/Vídeo-llamadas), Samsung WatchON (Peel Smart Remote), S Travel (Trip Advisor), S Voice™ Drive, S Health, Samsung Adapt Display, Samsung Adapt Sound, Auto adjust touch sensitivity, Safety Assistance, Samsung Link, Screen Mirroring, Samsung KNOX. | Story Album, S Translator, Optical Reader, Samsung Smart Scroll, Samsung Smart Pause, Air Gesture, Air View, Samsung Hub, ChatON (Voz/Vídeo-llamadas), Samsung WatchON (Peel Smart Remote), S Travel (Trip Advisor), S Voice™ Drive, S Health, Samsung Adapt Display, Samsung Adapt Sound, Auto adjust touch sensitivity, Safety Assistance, Samsung Link, Screen Mirroring, Samsung KNOX. | Story Album, S Translator, Optical Reader, Samsung Smart Scroll, Samsung Smart Pause, Air Gesture, Air View, Samsung Hub, ChatON (Voz/Vídeo-llamadas), Samsung WatchON (Peel Smart Remote), S Travel (Trip Advisor), S Voice™ Drive, S Health, Samsung Adapt Display, Samsung Adapt Sound, Auto adjust touch sensitivity, Safety Assistance, Samsung Link, Screen Mirroring, Samsung KNOX. |                                                        |                                                        |                                                        |

### Conservación de la cubierta de plástico
La fabricante Samsung ha afirmado que  «prefiere el uso de cubiertas plásticas» para sus teléfonos inteligentes tanto de alta gama, como de media y baja gamas, del cual el Samsung Galaxy S4 no es la excepción, esto debido a su gran resistencia, durabilidad y eficiencia según declaratorias de la misma fabricadora, pero esto no afecta la mejora en sus funcionalidades y características. Algunos otros teléfonos como los iPhone de Apple Inc., los teléfonos de LG, los teléfonos de HTC Corporation, los Lumia de Nokia y los Xperia de Sony Mobile Communications utilizan cubiertas de diferentes materiales como aluminio o cristal.

### Otras variantes
Las variantes principales del Samsung Galaxy S4 son GT-I9500 y GT-I9505, no obstante del dispositivo está disponible en variantes diferentes, las cuales se mencionan a continuación:
- Canadá: Modelo SGH-M919V. Ofrece todas las especificaciones del modelo GT-I9505.
- China: Modelos GT-I9502, GT-I9508, SCH-I959, SCH-R970X y SCH-R970C. Todos los modelos ofrecen las especificaciones generales del modelo GT-I9500, además de pesar 132 gramos en lugar de 130.

### Accesorios
Samsung ha anunciado varios accesorios para este dispositivo, para agregar funcionalidad y características:
- S View Cover (permite una vista de una parte de la pantalla del teléfono).
- Cover Flip y Protective Cover+
- S Health, cinturón HRM, banda S, y escala corporal.
- Cargador inalámbrico, mando para juegos, funda, auriculares, adaptador MHL 2.0 y kit de batería adicional.

### Competencia
El dispositivo compite directamente con otros dispositivos de alta gama de otras compañías, como el iPhone 5s de Apple Inc., el Nexus 5 de LG y Google, el HTC One de HTC Corporation, el LG G2 de LG, los Sony Xperia Z y  Xperia Z1 de Sony Mobile Communications, Moto X de Motorola Mobility y los Nokia Lumia 925, Nokia Lumia 928 y Nokia Lumia 1020 de Nokia.

### Galería

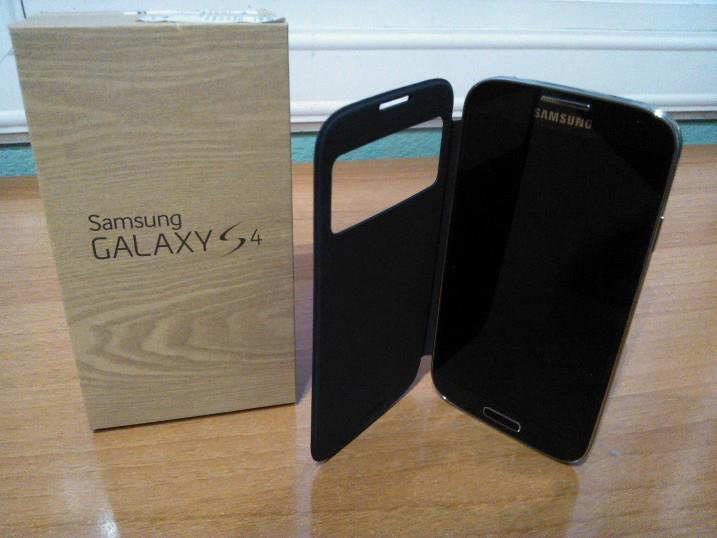
Samsung Galaxy S4 con la caja original y la S View Cover.

## Valoraciones

### Críticas
El Galaxy S4 tuvo varias críticas positivas, Gigaom's Tofel dice que recomendaría este dispositivo "sin preocuparse", el Galaxy S4 también recibió críticas negativas acerca del bloatware (Álbum de Historias, S Translator, S Travel y ChatON).
Consumer Reports indicó que el Galaxy S4 fue uno de los mejores teléfonos inteligentes del 2013 por su calidad de pantalla, la multitarea y el puerto infrarrojo incorporado.

### Ventas
El Galaxy S4 superó las 10 millones de pre-órdenes en las primeras 2 semanas después de su lanzamiento. Se vendieron 4 millones de unidades en 4 días y 10 millones en 27 días, lo cual hace las ventas más rápidas en la historia. Se vendió 4 millones de unidades en 21 días del Galaxy S III, al Galaxy S II le tomó 55 días y al Galaxy S 88 días.